# Chloris spinoides
Chloris spinoides е вид птица от семейство Чинкови (Fringillidae).

## Разпространение
Видът е разпространен в Бутан, Виетнам, Индия, Китай, Мианмар, Непал, Пакистан и Тайланд.